# Campionato di pallacanestro svizzero 2008-2009
Caratteristiche del campionato di pallacanestro svizzero 2008-2009 della Lega Nazionale A.

## Lega Nazionale A

### Partecipanti
| Club             | Città       | Stadio                | Media spettatori | Riassunto stagione                  |
| ---------------- | ----------- | --------------------- | ---------------- | ----------------------------------- |
| Boncourt         | Boncourt    | Salle sportive        | 852              | B.C. Boncourt 2008-2009             |
| Fribourg Olympic | Friburgo    | Sainte-Croix          | 1'739            | Benetton Fribourg Olympic 2008-2009 |
| Lions de Genève  | Carouge     | Pavillon des Sports   | 423              | Geneva Devils 2008-2009             |
| Hérens Sion      | Martigny    | Midi                  | 423              | Sion Hérens Basket 2008-2009        |
| Lugano Tigers    | Lugano      | Istituto Elvetico     | 398              | Lugano Tigers 2008-2009             |
| SAM Massagno     | Massagno    | Palamondo             | 487              | S.A.M. Basket Massagno 2008-2009    |
| Grand-Saconnex   | Grand-Lancy | Centre Sportif        | 350              | Meyrin Grand-Saconnex 2008-2009     |
| BBC Monthey      | Monthey     | Reposieux             | 972              | B.B.C. Monthey 2008-2009            |
| BBC Lausanne     | Losanna     | Vallée de la Jeunesse | 332              | Lausanne Basket 2008-2009           |
| BBC Nyon         | Nyon        | Rocher                | 857              | Sdent B.B.C. Nyon 2008-2009         |
| Starwings        | Fehren      | Sporthalle            | 575              | Birstal Starwings 2008-2009         |
| SAV Vacallo      | Vacallo     | Palapenz              | 673              | S.A.V. Vacallo Basket 2008-2009     |

### Regular season
| P  | Squadra          | G  | V  | P  | PF   | PS   | Diff. | Pt | Qualificazione o retrocessione |
| -- | ---------------- | -- | -- | -- | ---- | ---- | ----- | -- | ------------------------------ |
| 1  | SAV Vacallo      | 21 | 18 | 3  | 1632 | 1363 | 269   | 36 | Playoff                        |
| 2  | Fribourg Olympic | 21 | 16 | 5  | 1752 | 1532 | 220   | 32 | Playoff                        |
| 3  | Lugano Tigers    | 21 | 13 | 8  | 1760 | 1715 | 45    | 26 | Playoff                        |
| 4  | BBC Monthey      | 21 | 13 | 8  | 1671 | 1602 | 69    | 26 | Playoff                        |
| 5  | Boncourt         | 21 | 12 | 9  | 1585 | 1508 | 77    | 24 | Playoff                        |
| 6  | Starwings        | 21 | 11 | 10 | 1606 | 1522 | 84    | 22 | Playoff                        |
| 7  | BBC Nyon         | 21 | 10 | 11 | 1702 | 1657 | 45    | 20 | Playoff                        |
| 8  | BBC Lausanne     | 21 | 9  | 12 | 1582 | 1566 | 16    | 18 | Playoff                        |
| 9  | Lions de Genève  | 21 | 5  | 16 | 1525 | 1746 | -221  | 10 |                                |
| 10 | SAM Massagno     | 21 | 4  | 17 | 1547 | 1926 | -379  | 8  |                                |
| 11 | Grand-Saconnex   | 21 | 3  | 18 | 1432 | 1735 | -303  | 6  |                                |
| 12 | Hérens Sion      | 11 | 7  | 4  | 858  | 780  | 78    | 0  |                                |

### Statistiche

#### Punti a partita
| Rank | Giocatore            | Squadra        | PPG  |
| ---- | -------------------- | -------------- | ---- |
| 1.   | Josh Almanson        | Lugano Tigers  | 19.6 |
| 2.   | Herman Alston        | BBC Monthey    | 19.1 |
| 3.   | Jean-Richard Volcy   | BBC Monthey    | 19.1 |
| 4.   | Jeffrey Fahnbulleh   | Boncourt       | 18.7 |
| 5.   | Douglas Lamont Scott | Grand-Saconnex | 17.7 |

#### Assist a partita
| Rank | Giocatore            | Squadra          | PPG |
| ---- | -------------------- | ---------------- | --- |
| 1.   | Pascal Perrier-David | Fribourg Olympic | 7.8 |
| 2.   | Mike Coffin          | Starwings        | 7.4 |
| 3.   | Dewayne Jefferson    | Geneva Devils    | 5.4 |
| 4.   | Kameron Gray         | Lugano Tigers    | 5.1 |
| 5.   | Tony Brown           | BBC Lausanne     | 4.9 |

#### Rimbalzi a partita
| Rank | Giocatore          | Squadra          | PPG  |
| ---- | ------------------ | ---------------- | ---- |
| 1.   | Chris Grimm        | SAM Massagno     | 10.7 |
| 2.   | Isaac Wells        | Lugano Tigers    | 9.9  |
| 3.   | Jeffrey Fahnbulleh | Boncourt         | 9.6  |
| 4.   | Sheray Thomas      | Starwings        | 9.3  |
| 5.   | Marcus Sloan       | Fribourg Olympic | 9.2  |

### Playoff
|  | Quarti di finale | Quarti di finale | Quarti di finale | Quarti di finale | Quarti di finale | Quarti di finale | Quarti di finale |  |  | Semifinali       | Semifinali       | Semifinali    | Semifinali    | Semifinali    | Semifinali    | Semifinali |    |    | Finale      | Finale      | Finale      | Finale      | Finale | Finale | Finale |  |
|  |                  |                  |                  |                  |                  |                  |                  |  |  |                  |                  |               |               |               |               |            |    |    |             |             |             |             |        |        |        |  |
|  | SAV Vacallo      | SAV Vacallo      | SAV Vacallo      | SAV Vacallo      | 91               | 81               | 88               |  |  |                  |                  |               |               |               |               |            |    |    |             |             |             |             |        |        |        |  |
|  | BBC Lausanne     | BBC Lausanne     | BBC Lausanne     | BBC Lausanne     | 77               | 66               | 62               |  |  | SAV Vacallo      | SAV Vacallo      | SAV Vacallo   | SAV Vacallo   | 77            | 83            | 68         |    |    |             |             |             |             |        |        |        |  |
|  | Fribourg Olympic | Fribourg Olympic | Fribourg Olympic | 69               | 70               | 77               | 80               |  |  | Boncourt         | Boncourt         | Boncourt      | Boncourt      | 66            | 69            | 50         |    |    |             |             |             |             |        |        |        |  |
|  | BBC Nyon         | BBC Nyon         | BBC Nyon         | 65               | 74               | 76               | 73               |  |  |                  |                  |               |               |               |               |            |    |    | SAV Vacallo | SAV Vacallo | SAV Vacallo | SAV Vacallo | 87     | 90     | 93     |  |
|  | Lugano Tigers    | Lugano Tigers    | 81               | 73               | 87               | 74               | 95               |  |  |                  |                  | Lugano Tigers | Lugano Tigers | Lugano Tigers | Lugano Tigers | 68         | 81 | 84 |             |             |             |             |        |        |        |  |
|  | Starwings        | Starwings        | 70               | 69               | 95               | 93               | 71               |  |  | Fribourg Olympic | Fribourg Olympic | 89            | 101           | 93            | 72            | 77         |    |    |             |             |             |             |        |        |        |  |
|  | BBC Monthey      | BBC Monthey      | 81               | 65               | 77               | 78               | 69               |  |  | Lugano Tigers    | Lugano Tigers    | 76            | 104           | 55            | 87            | 84         |    |    |             |             |             |             |        |        |        |  |
|  | Boncourt         | Boncourt         | 66               | 94               | 83               | 73               | 70               |  |  |                  |                  |               |               |               |               |            |    |    |             |             |             |             |        |        |        |  |

## Roster SAV Vacallo
| SAV Vacallo Basket 2008-2009 | SAV Vacallo Basket 2008-2009 |
| Giocatori                    | Staff tecnico                |
| ---------------------------- | ---------------------------- |

| N. | Naz.                                       | Ruolo | Nome                                 | Anno | Alt.   | Peso |  |
| -- | ------------------------------------------ | ----- | ------------------------------------ | ---- | ------ | ---- |  |
| 4  | Croazia (bandiera) · Svizzera (bandiera)   | G     | Slaven Smiljanić                     | 1978 | 193 cm |      |  |
| 5  | Serbia (bandiera) · Svizzera (bandiera)    | A     | Nikola Dačević                       | 1979 | 204 cm |      |  |
| 6  | Svizzera (bandiera) · Messico (bandiera)   | A     | Manuel Raga                          | 1973 | 198 cm |      |  |
| 7  | Stati Uniti (bandiera)                     | P     | Rickey Gibson                        | 1984 | 191 cm |      |  |
| 8  | Stati Uniti (bandiera)                     | A     | Matt Schneiderman                    | 1981 | 204 cm |      |  |
| 9  | Serbia (bandiera) · Svizzera (bandiera)    | P     | Dejan Luković                        | 1985 | 192 cm |      |  |
| 10 | Svizzera (bandiera) · Croazia (bandiera)   | GA    | Roberto Kovac                        | 1990 | 192 cm |      |  |
| 11 | Slovenia (bandiera)                        | AC    | Martin Mihajlović                    | 1981 | 201 cm |      |  |
| 12 | Argentina (bandiera) · Svizzera (bandiera) | C     | César Leuenberger (C)                | 1984 | 202 cm |      |  |
| 13 | Svizzera (bandiera)                        | P     | Marco Mombelli fino al 22 marzo 2009 | 1982 | 175 cm |      |  |
| 15 | Serbia (bandiera)                          | C     | Andrija Crnogorac                    | 1981 | 202 cm |      |  |
|    | Svizzera (bandiera)                        | PG    | Davide Garruti da aprile 2009        | 1989 | 189 cm |      |  |
|    | Svizzera (bandiera)                        | GA    | Vasco Ponti                          | 1989 | 189 cm |      |  |
|    | Svizzera (bandiera)                        | G     | Alessandro Veglio                    | 1991 | 185 cm |      |  |

| Allenatore                                                     |
| - Rodrigo Pastore                                              |
| Assistente/i                                                   |
| - Nessuno Legenda - (C) Capitano - (IN) Inattivo - Infortunato |